# Moré Nevukhim
More Nevukhim ("Vejleder for de vildledte") er et centralt jødisk filosofisk værk. Skrevet på arabisk af Rambam og udformet som et meget langt brev til hans ven og elev, rabbi Josef Ibn Aknin, i tre dele.
| filosofi | Spire Denne filosofiartikel er en spire som bør udbygges. Du er velkommen til at hjælpe Wikipedia ved at udvide den. |